# Uvaria zeylanica
Uvaria zeylanica este o specie de plante angiosperme din genul Uvaria, familia Annonaceae, descrisă de Carl von Linné. Conform Catalogue of Life specia Uvaria zeylanica nu are subspecii cunoscute.